# Hassi R'Mel
Hassi R'Mel (em árabe: حاسى الرمل) é uma cidade e comuna localizada na província de Laghouat, Argélia. Segundo o censo de 2008, a população total da cidade era de 22 133 habitantes.